# Edith Frost (EP)
Edith Frost es un EP del cantautor estadounidense del mismo nombre, lanzado el 17 de junio de 1996 por Drag City.

## Lista de canciones
Todas las canciones fueron escritas por Edith Frost.
Todas las canciones escritas y compuestas por Edith Frost. 
| N.º | Título          | Duración |  |
| 1.  | «Evangeline»    | 2:50     |  |
| 2.  | «Blame You»     | 3:28     |  |
| 3.  | «My God Insane» | 3:22     |  |
| 4.  | «Waiting Room»  | 3:30     |  |

## Personal
- Edith Frost – voz, guitarra
- Bill Neubauer – guitarra en "My God Insane"